# Distrikt Tingo de Saposoa
Der Distrikt Tingo de Saposoa liegt in der Provinz Huallaga in der Region San Martín in Nordzentral-Peru. Der Distrikt wurde am 8. Mai 1936 gegründet. Er besitzt eine Fläche von 46,7 km². Beim Zensus 2017 wurden 816 Einwohner gezählt. Im Jahr 1993 lag die Einwohnerzahl bei 910, im Jahr 2007 bei 764. Sitz der Distriktverwaltung ist die 260 m hoch gelegene Ortschaft Tingo de Saposoa mit 749 Einwohnern (Stand 2017). Tingo de Saposoa befindet sich 23 km südöstlich der Provinzhauptstadt Saposoa.

## Geographische Lage
Der Distrikt Tingo de Saposoa liegt im äußersten Südosten der Provinz Huallaga an der Mündung des Río Saposoa in den Río Huallaga.
Der Distrikt Tingo de Saposoa grenzt im Südwesten an den Distrikt Juanjuí (Provinz Mariscal Cáceres), im Westen an den Distrikt Sacanche, im Norden an den Distrikt El Eslabón, im Osten an den Distrikt Bellavista (Provinz Bellavista) sowie im Süden an den Distrikt Huallaga (Provinz Bellavista).